# Отто (собака)
О́тто (англ. Otto; 14 февраля 1989, Шрусбери — 14 января 2010, там же), также известный как О́тто Джо́нс (англ. Otto Jones) — британский пёс, метис таксы и терьера, проживший 20 лет и 334 дня. С октября 2009 года держал рекорд Книги рекордов Гиннесса как «самая старая ныне живущая собака в мире» вплоть до своей смерти в январе 2010 года.

## Биография
Отто родился 14 февраля 1989 года, в День святого Валентина. Линн Джонс из Шрусбери, Англия взяла Отто, когда ему исполнилось шесть недель. Пёс никогда не производил потомства.
Отто имел признаки артрита и был слегка глуховат, однако был достаточно подвижен. Сохранять форму псу помогала диета — «овощи и здоровые воскресные обеды», которые он очень любил.
Пёс был усыплён 14 января 2010 года после того, как ему накануне поставили диагноз «рак желудка» (по другим данным — брюшной полости).

## Выдвижение
Пара выдвинула его на звание самой старой собаки в мире в сентябре 2009 года после смерти предыдущего рекордсмена, 21-летней таксы Шанель из Нью-Йорка. 
После смерти Шанель в августе 2009 года наступил период выдвижения в Книгу рекордов Гиннесса на звание самой старой собаки в мире. Книга рекордов Гиннесса запросила доказательства у всех вовлеченных сторон и после расследования каждого случая объявила новую самую старую собаку в мире 26 октября 2009 года.
Отто был вручен сертификат во время съемок 4 ноября 2009 года выпуска шоу Пола О’Грейди в Великобритании, который освещал тему пожилых собак.